# Taniec nowoczesny

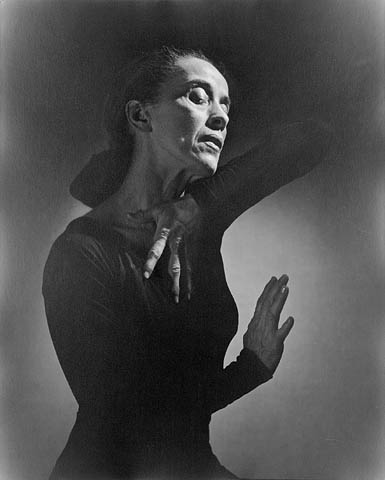
Martha Graham (1948)

Taniec nowoczesny – taniec, w skład którego wchodzą wszystkie style poza tańcem klasycznym. Powstał w Ameryce w XX wieku w wyniku zerwania z tradycją baletową i poszukiwania nowych form i zasad ruchu tanecznego. Przedstawicielami tańca nowoczesnego w Ameryce są: Doris Humphrey, Charles Weidman i Martha Graham.
Największy rozkwit tańca nowoczesnego przypada na okres XX wieku. Wychodząc ze sztucznie narzuconych schematów tańca klasycznego artyści chcieli pokazać, iż taniec może być wolnością, swobodną ekspresją, połączeniem z naturą. Nie musi być lekki, ładny, ani przyjemny dla oka, ale musi wzbudzać ciekawość i zmuszać do myślenia. Artyści pragną być indywidualnościami, zaznaczyć swoją obecność w świecie swoją postacią. Mają nieprzeciętną wrażliwość, którą chcą przekazać poprzez ruch. Talent taneczny wiązał się z innymi zdolnościami: muzycznymi, a w znacznej mierze plastycznymi. Kształt, światło, przestrzeń, natura były natchnieniem i przyczyniały się do tworzenia niezwykłych dzieł artystycznych.

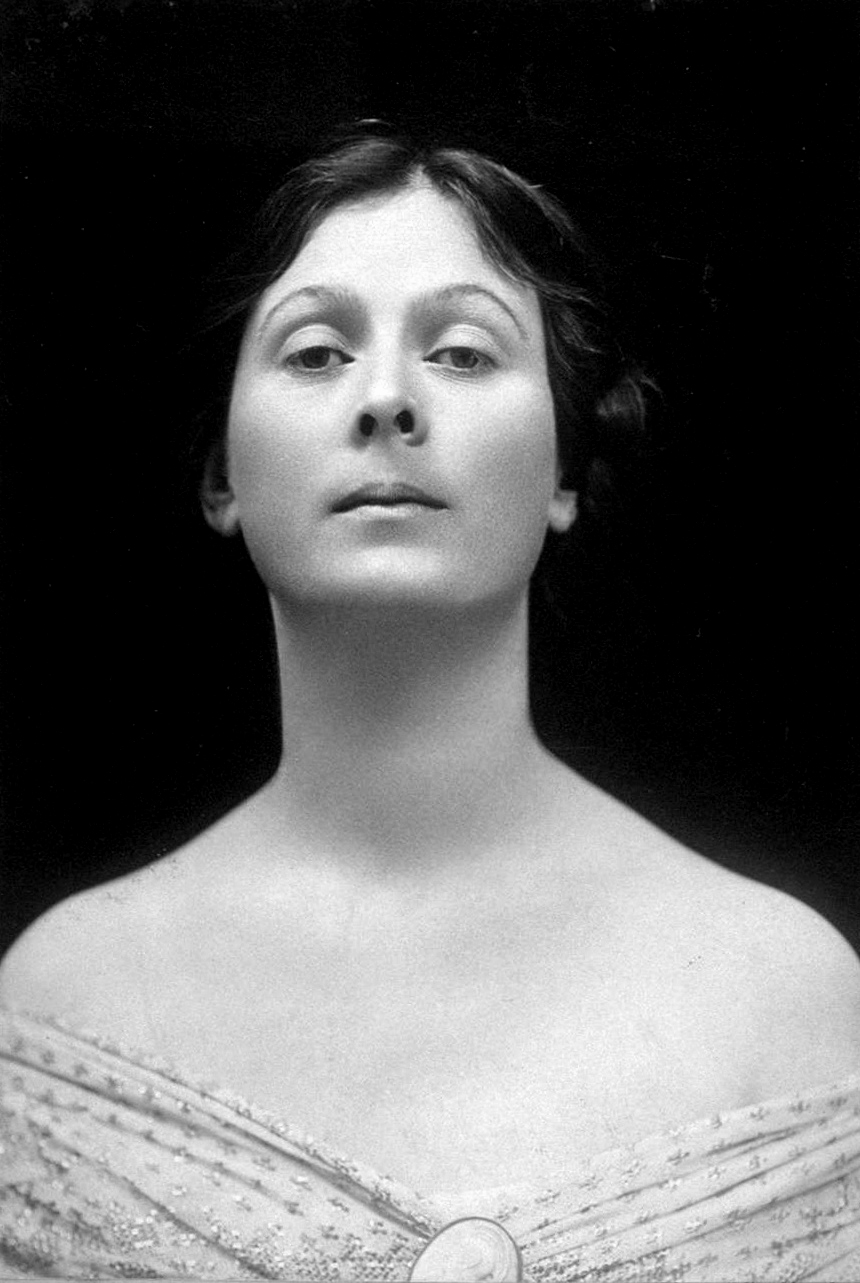
Portret Isadory Duncan

Prekursorką myśli o odrzuceniu zasad na rzecz swobody i wolności tańca była Isadora Duncan. Mówiono iż czerpała inspiracje ze starożytnej Grecji, pociągały ją majestatyczne i pełne gracji pozy oraz patetyczny styl tamtego czasu. Niemniej jednak sama Duncan twierdziła, iż w swoim stylu dąży do pełnej swobody i połączenia z naturą. Była twórcą tak zwanego „tańca wyzwolonego”. Polegał on na pewnej swobodzie twórczej oraz improwizacji. Dążyła do powrotu do natury, odnalezienia swojego człowieczeństwa poprzez ruch, kreowaniu świadomości jednostki oraz odnajdowania radości ze swojego ciała. Nie traciła czasu na zbędną technikę. Ruchy były wykonywane intuicyjnie. 
Szczególny wkład miała także Marta Graham. Przeobraziła taniec klasyczny i powołała do życia zarówno słownictwo, jak i metodykę określaną jako modern dance. Nowy styl bazował na pracy przestrzeni i z przestrzenią, uczy wykorzystywania jej. Podstawowym elementem charakterystycznym jest „contraction” (napięcie), „release” (rozluźnienie). W swoim tańcu stosowała techniki upadku i wstawania, a także unoszenia się w siadzie i na stojąco. Graham kładła nacisk na ruch uwalniany przy świadomym oddechu. Obecnie stanowi podstawowy składnik w nauczaniu tańca współczesnego we wszystkich szkołach i ośrodkach tańca na całym świecie.

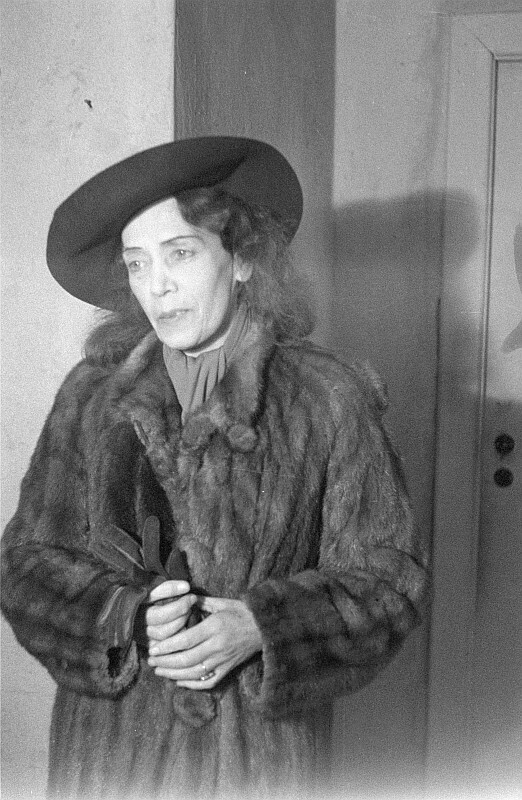
Mary Wigman (1946)

Mary Wigman była twórczynią tańca wyrazistego, który powstał w Niemczech w latach 1910-1930. Nazywany był często tańcem wolnym, bądź wyzwolonym. Artystka uważała się za kapłankę, a taniec był dla niej czymś sakralnym. Tancerki zaś były dziewicami. Jej taniec nie miał znamion ani kobiecości, ani też męskości, miał być uniwersalny. Mary Wigman w swojej twórczości korzystała również z teorii Rudolfa Labana, który analizując ruch, wyznaczył trzy podstawowe typy: pchnięcie, wymach i naprężenie w połączeniu z impulsem. Uznał, że źródło ruchu tkwi w centrum ciała. Stworzył system zwany kinetografią, czyli zapis ruchu ludzkiego ciała za pomocą znaków na pięciolinii  z zachowaniem podziału miarowego i taktowego muzyki.
Pina Bausch stworzyła teatr tańca. Utworzyła Thanztheater Wuppertal. Artystka obserwowała życie codzienne i ze zwykłych zdarzeń tworzyła przedstawienia. Skutecznie łączyła groteskę z sytuacjami poważnymi. Charakterystyczne było wychodzenie i granie do widzów. Jej spektakle oscylowały na granicy aktorstwa i tańca. W spektaklach zauważymy elementy kabaretu, rewii oraz happeningu. Często tematem jej spektakli były relacje między kobietą a mężczyzną.
Wraz z szybkim wzrostem i rozwojem miast, przemysłu i wielkimi wynalazkami technicznymi dokonało się w początkach XX w. przekształcenie stylu życia, obyczajów, form rozrywek, pojawiły się nowe tańce towarzyskie o znaczeniu funkcjonalnym, dające łatwą rozrywkę fizyczną i odprężenie po wyczerpującej, nerwowej pracy. Kontynuując drogę odrzucania sztywnych reguł i zasad powstał taniec nowoczesny w latach 50. XX wieku. Największą wartością tego tańca są ludzkie emocje i sposób ich wyrażenia, poszukiwanie oddechu w nowych formach. W tańcu nowoczesnym można dostrzec elementy jazzu, modernu, tańca klasycznego, stepowania itp. Istnieje wiele stylów tańca nowoczesnego, w tym: sztuka tańca (m.in. taniec jazzowy, taniec współczesny), tańce miejskie (m.in. hip hop, breakdance), taniec disco. Na rozwój tańca nowoczesnego miały również silny wpływ tańce afrykańskie. W tym zbiorze wielu technik tańca liczy się ruch improwizowany, dynamiczny i silny. Jest to dziedzina, która nieustannie się rozwija.